# Anton Piëch
Anton Carl Piëch (* 21. September 1894 in Wien; † 29. August 1952 in Klagenfurt) war ein österreichischer Rechtsanwalt und Wirtschaftsmanager. Der Schwiegersohn Ferdinand Porsches leitete unter anderem von 1941 bis 1945 das Volkswagen-Stammwerk in der „Stadt des KdF-Wagens bei Fallersleben“, dem heutigen Wolfsburg. Die Familie Porsche stammt aus dem Sudetenland, die Familie Piëch stammt aus Brünn.

## Leben
Anton Piëch, Sohn des Rechtsanwalts Anton Paul Augustin Piëch und der Hermine Elisabeth Maria geb. Haberl, studierte Rechtswissenschaften. Sein Großvater mütterlicherseits, Karl Haberl, war Bürgermeister von Wiener Neustadt. Er hatte einen Bruder (Ernst, 1897–1918) und eine Schwester (Hermine). Sein Bruder fiel im Ersten Weltkrieg. Während seines Studiums wurde er 1913 Mitglied der Wiener Burschenschaft Bruna Sudetia. Er wurde 1922 an der Universität Wien promoviert. In Wien ließ er sich als Rechtsanwalt nieder und war unter anderem Verteidiger österreichischer Nationalsozialisten. In den 1920er Jahren lernte er Ferdinand Porsche kennen, den er auch Ende der 1920er in einer juristischen Auseinandersetzung um dessen Arbeitsvertrag gegen Daimler-Benz vertrat.
1928 heiratete Piëch in Stuttgart Ferdinand Porsches Tochter Louise. Sie hatten zusammen die drei Söhne Ernst (* 1929), Ferdinand (1937–2019) und Hans-Michel (* 1942) sowie die Tochter Louise Daxer-Piëch (1932–2006).
An der am 25. April 1931 in Stuttgart gegründeten „Dr. Ing. h.c. F. Porsche GmbH“ besaß er wie an der daraus Ende 1937 hervorgegangenen Kommanditgesellschaft eine zehnprozentige Beteiligung. Piëch vertrat die Gesellschaft unter anderem in Vertrags- und Rechtsfragen.
Im Mai 1933 wurde er Mitglied der damals illegalen NSDAP Österreichs, am 2. Juni 1938 beantragte er die reguläre Aufnahme in die Partei und wurde rückwirkend zum 1. Mai desselben Jahres aufgenommen (Mitgliedsnummer 6.114.404). 1944 trat er der SS bei.
Im Juni 1941 wurde Anton Piëch Werksleiter und als Nachfolger von Otto Dyckhoff, neben Ferdinand Porsche und Bodo Lafferentz, Hauptgeschäftsführer der Volkswagenwerk G.m.b.H. Er engagierte sich als rechte Hand von Ferdinand Porsche maßgeblich an der Umstellung des Volkswagenwerkes auf die Produktion von Rüstungsgütern, wie der „Vergeltungswaffe“ V1. Etwa 20.000 Arbeitskräfte – zwei Drittel aller während des Zweiten Weltkriegs im VW-Werk Arbeitenden – waren unter seiner Geschäftsleitung Zwangsarbeiter aus Polen, der Sowjetunion, Italien, Frankreich, Belgien und den Niederlanden sowie deutsche „Wehrmachtsstrafgefangene“ und Häftlinge des KZ Arbeitsdorf. Letzteres bestand von 1942 bis 1945 in Wolfsburg. Unvollständigen Listen zufolge kamen in Wolfsburg etwa 500 Kriegsgefangene, Verschleppte und KZ-Häftlinge ums Leben. In Rühen, nahe dem VW-Werk, ließ die Betriebsleitung, also auch Piëch, ein Kinderheim für die Säuglinge der Zwangsarbeiterinnen errichten. Mindestens 350 Kinder starben, nachdem sie zwei Wochen nach der Geburt von ihren wieder zur Arbeit gezwungenen Müttern getrennt worden waren.
Piëch war als Betriebsführer zusätzlich Kommandeur von vier Volkssturmkompanien, deren Soldaten vor allem Werksangehörige waren. Am 10. April 1945 befahl er der Einheit den Rückzug Richtung Elbe. Er selbst begab sich mit 10 Millionen Reichsmark unter dem Vorwand der Verlegung der Konzernleitung über Neudek nach Zell am See, wo Ferdinand Porsche ein Anwesen („Schüttgut“) besaß. Das Geld sollte für die Auslagerung eines Betriebsteils des Volkswagenwerkes von Neudek in das Allgäu verwendet werden, was aber nicht mehr möglich war, so dass die Gelder der Finanzierung der Porsche KG dienten. Einen fehlenden Absetzungsbescheid nahm Piëch als Vorwand, weiterhin bis November 1945 als Geschäftsführer der Volkswagenwerk G.m.b.H. zu handeln und Rechnungen der Porsche KG zu begleichen.
Auf Betreiben des französischen Justizministers Pierre-Henri Teitgen wurde er Ende 1945 zusammen mit Ferdinand und Ferry Porsche nach einer Einladung durch den französischen Industrieminister Marcel Paul in Baden-Baden in Haft genommen. Ihnen wurde vorgeworfen, während der Besetzung Frankreichs die Deportation französischer Arbeiter nach Fallersleben und die Verschleppung von Direktoren der Firma Peugeot in ein Konzentrationslager veranlasst zu haben. Außerdem wurden sie verantwortlich gemacht für die Demontage und Verlagerung von Maschinen und Werkzeug der Firma Peugeot ins Volkswagenwerk. Wie Ferdinand Porsche verbrachte Anton Piëch 22 Monate in französischen Gefängnissen. Durch eine Vielzahl von Zeugenaussagen konnte Porsche erreichen, dass ihnen keine Verantwortung für die ihnen vorgeworfenen Vergehen und Verbrechen zuerkannt wurde.
In den Vertrag zwischen dem Volkswagenwerk unter Leitung des neuen Generaldirektors Heinrich Nordhoff und der Porsche-Konstruktionen-Ges.m.b.H., der am 17. September 1948 in Bad Reichenhall geschlossen wurde, war er wieder involviert. Porsche verzichtete auf die zuvor bestehende Generalbeauftragung für alle VW-Entwicklungsarbeiten. Mit den Lizenzgebühren sowie Generalvertretungsrechten für Österreich war die finanzielle Basis für die neue Autofabrik Dr. Ing. h. c. F. Porsche KG und die Salzburger Handelsgesellschaft Porsche Holding gelegt worden.

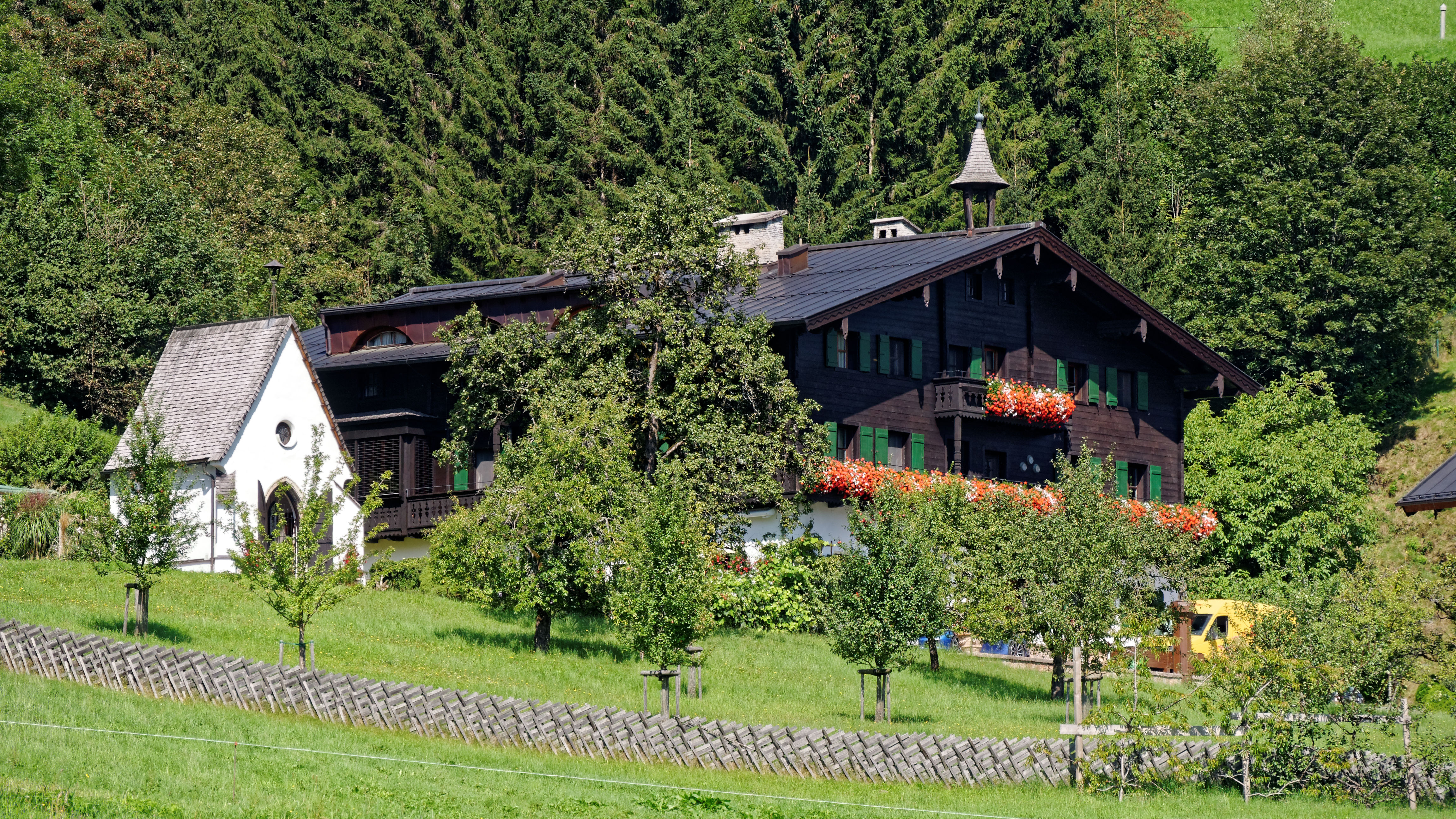
Piëchs Grabstätte in Hauskapelle (links) des Familienstammsitzes Schüttgut

1950 wurde Piëch in Salzburg Geschäftsführer der „Porsche-Konstruktionen-Ges.m.b.H.“, die am 1. April 1947 in Gmünd in Kärnten gegründet worden war und zur Volkswagen Generalvertretung in Österreich mit Sitz in Salzburg, der späteren Porsche Holding, ausgebaut wurde.
1952 starb Anton Piëch unerwartet an einem Herzinfarkt und seine Frau Louise übernahm die Leitung der Geschäfte in Österreich. Sein Grab befindet sich in Zell am See, wo seine Urne in der Hauskapelle des Schüttgutes beigesetzt ist.